# Gairo
Gairo (sardinski: Gàiru) je grad i općina (comune) u pokrajini Nuoru u regiji Sardiniji, Italija. Nalazi se na nadmorskoj visini od 670 metara i ima 1 444 stanovnika.
 Prostire se na 77,49 km². Gustoća naseljenosti je 19 st/km².
Susjedne općine su: Arzana, Cardedu, Jerzu, Lanusei, Osini, Seui, Tertenia, Ulassai i Ussassai.